# Convocazioni al World Grand Prix 2007
Elenco delle giocatrici convocate per il World Grand Prix 2007.

## Brasile
| N° | Nome                   | Ruolo | Data di nascita  | Squadra           |
| -- | ---------------------- | ----- | ---------------- | ----------------- |
| -  | José Roberto Guimarães | All   | 31 luglio 1954   | Robursport Pesaro |
| 2  | Carolina Albuquerque   | P     | 25 luglio 1977   | CD Macaè          |
| 4  | Paula Pequeno          | S     | 22 gennaio 1982  | Finasa            |
| 5  | Caroline Gattaz        | C     | 27 luglio 1981   | Finasa            |
| 6  | Thaísa de Menezes      | C     | 15 maggio 1987   | Rio de Janeiro VC |
| 8  | Josefa de Souza        | P     | 3 febbraio 1983  | Brasil            |
| 9  | Fabiana Claudino       | C     | 24 gennaio 1985  | Rio de Janeiro VC |
| 10 | Wélissa Gonzaga        | S     | 9 settembre 1982 | Rio de Janeiro VC |
| 11 | Érika Coimbra          | S     | 23 marzo 1980    | Chieri Volley     |
| 13 | Sheilla de Castro      | O     | 1º luglio 1983   | Robursport Pesaro |
| 15 | Regiane Bidias         | S     | 2 ottobre 1986   | -                 |
| 18 | Joyce da Silva         | S     | 13 giugno 1984   | Minas             |
| 19 | Arlene Xavier          | L     | 20 dicembre 1969 | Finasa            |

## Cina
| N° | Nome          | Ruolo | Data di nascita   | Squadra  |
| -- | ------------- | ----- | ----------------- | -------- |
| -  | Zhonghe Chen  | All   | -                 | -        |
| 2  | Han Xu        | -     | 28 ottobre 1987   | Beijing  |
| 3  | Yang Hao      | S     | 21 marzo 1980     | Liaoning |
| 4  | Liu Yanan     | C     | 29 settembre 1980 | Liaoning |
| 5  | Wei Qiuyue    | P     | 26 settembre 1988 | Tianjin  |
| 6  | Xu Yunli      | C     | 2 agosto 1987     | Fujian   |
| 7  | Zhou Suhong   | S     | 23 aprile 1979    | Zhejiang |
| 8  | Xue Ming      | C     | 23 febbraio 1987  | Beijing  |
| 9  | Zhang Yuehong | S     | 9 novembre 1975   | Liaoning |
| 10 | Xiaoqing Sun  | -     | 5 gennaio 1985    | Bayi     |
| 11 | Li Juan       | S     | 15 maggio 1981    | Tianjin  |
| 15 | Zhang Xian    | L     | 16 marzo 1985     | Yunnan   |
| 17 | Ma Yunwen     | S     | 19 ottobre 1986   | Shanghai |

## Cuba
| N° | Nome              | Ruolo | Data di nascita  | Squadra          |
| -- | ----------------- | ----- | ---------------- | ---------------- |
| -  | Antonio Perdomo   | All   | -                | -                |
| 1  | Yumilka Ruiz      | S     | 8 maggio 1978    | Camagüey         |
| 2  | Yanelis Santos    | P/O   | 30 marzo 1986    | Ciego de Ávila   |
| 3  | Nancy Carrillo    | C     | 11 gennaio 1986  | Ciudad Habana    |
| 4  | Yenisei González  | C     | 23 agosto 1983   | Ciudad Habana    |
| 6  | Daimí Ramírez     | P/O   | 8 ottobre 1983   | Camagüey         |
| 8  | Yaima Ortíz       | L     | 9 novembre 1981  | Ciudad Habana    |
| 10 | Yusleinis Herrera | S     | 12 marzo 1984    | Ciudad Habana    |
| 12 | Rosir Calderón    | S     | 28 dicembre 1984 | Ciudad Habana    |
| 14 | Kenia Carcaces    | S     | 22 gennaio 1986  | Holguín          |
| 15 | Yusidey Silié     | P/O   | 11 novembre 1984 | Ciudad Habana    |
| 17 | Gyselle Silva     | C     | 29 ottobre 1991  | Santiago de Cuba |
| 18 | Zoila Barros      | C     | 6 agosto 1976    | Ciudad Habana    |

## Giappone
| N° | Nome               | Ruolo | Data di nascita   | Squadra             |
| -- | ------------------ | ----- | ----------------- | ------------------- |
| -  | Shoichi Yanagimoto | All   | -                 | -                   |
| 1  | Megumi Kurihara    | S     | 31 luglio 1984    | Pioneer Red Wings   |
| 3  | Yoshie Takeshita   | P     | 18 marzo 1978     | JT Marvelous        |
| 4  | Megumi Itabashi    | P     | 7 giugno 1973     | Hitachi Belle Fille |
| 5  | Miyuki Takahashi   | S     | 25 dicembre 1978  | Volley Vicenza      |
| 8  | Asako Tajimi       | C     | 26 giugno 1972    | Pioneer Red Wings   |
| 9  | Sachiko Sugiyama   | C     | 19 ottobre 1979   | NEC Red Rockets     |
| 11 | Erika Araki        | C     | 3 agosto 1984     | Toray Arrows        |
| 12 | Saori Kimura       | S     | 19 agosto 1986    | Toray Arrows        |
| 14 | Shuka Oyama        | S     | 25 settembre 1980 | Hisamitsu Springs   |
| 16 | Kanako Ōmura       | C     | 15 dicembre 1976  | Hisamitsu Springs   |
| 17 | Yūko Sano          | L     | 26 luglio 1979    | Hisamitsu Springs   |
| 18 | Yuki Shoji         | C     | 19 novembre 1981  | Pioneer Red Wings   |

## Italia
| N° | Nome                 | Ruolo | Data di nascita  | Squadra           |
| -- | -------------------- | ----- | ---------------- | ----------------- |
| -  | Massimo Barbolini    | All   | 29 agosto 1964   | Sirio Perugia     |
| 2  | Valentina Arrighetti | C     | 26 gennaio 1985  | Vicenza Volley    |
| 3  | Paola Croce          | L     | 6 marzo 1978     | Volley Bergamo    |
| 4  | Sandra Vitez         | S     | 9 maggio 1987    | Sassuolo Volley   |
| 6  | Valentina Fiorin     | S     | 6 ottobre 1984   | Chieri Volley     |
| 7  | Martina Guiggi       | C     | 1º maggio 1984   | Robursport Pesaro |
| 8  | Jenny Barazza        | C     | 24 luglio 1981   | Volley Bergamo    |
| 9  | Manuela Secolo       | S     | 22 febbraio 1977 | Volley Bergamo    |
| 10 | Stefania Dall'Igna   | P     | 22 novembre 1984 | Vicenza Volley    |
| 11 | Serena Ortolani      | O     | 7 gennaio 1987   | Volley Bergamo    |
| 12 | Taismary Agüero      | O     | 5 marzo 1977     | Asystel Novara    |
| 14 | Eleonora Lo Bianco   | P     | 22 dicembre 1979 | Volley Bergamo    |
| 16 | Federica Stufi       | C     | 22 marzo 1988    | Esperia Cremona   |

## Kazakistan
| N° | Nome                | Ruolo | Data di nascita   | Squadra       |
| -- | ------------------- | ----- | ----------------- | ------------- |
| -  | Evgeny Sivkov       | All   | -                 | -             |
| 1  | Natalya Zhukova     | C     | 29 marzo 1980     | -             |
| 4  | Olga Karpova        | C     | 10 giugno 1980    | -             |
| 5  | Yuliya Kutsko       | S     | 18 aprile 1980    | -             |
| 6  | Olga Nassedkina     | C     | 28 dicembre 1982  | -             |
| 8  | Korinna Ishimtseva  | P     | 8 febbraio 1984   | -             |
| 9  | Xeniya Ilyuchshenko | P     | 29 maggio 1979    | -             |
| 10 | Yelena Ezau         | L     | 9 marzo 1983      | -             |
| 11 | Olga Grushko        | S     | 7 aprile 1976     | -             |
| 12 | Irina Zaitseva      | -     | 25 settembre 1982 | -             |
| 13 | Yelena Pavlova      | S     | 12 dicembre 1978  | Voléro Zurigo |
| 15 | Alyona Ryabova      | C     | 13 agosto 1988    | -             |

## Paesi Bassi
| N° | Nome               | Ruolo | Data di nascita | Squadra                |
| -- | ------------------ | ----- | --------------- | ---------------------- |
| -  | Avital Selinger    | All   | 10 marzo 1959   | -                      |
| 1  | Kim Staelens       | P     | 7 gennaio 1982  | Martinus               |
| 3  | Francien Huurman   | C     | 18 aprile 1975  | Martinus               |
| 4  | Chaïne Staelens    | S     | 7 novembre 1980 | Martinus               |
| 6  | Mirjam Orsel       | C     | 1º aprile 1978  | -                      |
| 8  | Alice Blom         | S     | 7 aprile 1980   | Martinus               |
| 9  | Floortje Meijners  | S     | 16 gennaio 1987 | -                      |
| 10 | Janneke van Tienen | L     | 29 maggio 1979  | Martinus               |
| 11 | Caroline Wensink   | C     | 4 agosto 1984   | Martinus               |
| 12 | Manon Flier        | O     | 8 febbraio 1984 | Martinus               |
| 14 | Riëtte Fledderus   | P     | 18 ottobre 1977 | Martinus               |
| 15 | Ingrid Visser      | C     | 4 giugno 1977   | Club Voleibol Tenerife |
| 16 | Debby Stam         | S     | 24 luglio 1984  | Martinus               |

## Polonia
| N° | Nome                  | Ruolo | Data di nascita  | Squadra          |
| -- | --------------------- | ----- | ---------------- | ---------------- |
| -  | Marco Bonitta         | All   | 5 settembre 1963 | -                |
| 1  | Katarzyna Skowrońska  | C     | 30 giugno 1983   | Asystel          |
| 2  | Mariola Barbachowska  | L     | 30 giugno 1982   | Zareč'e Odincovo |
| 3  | Eleonora Staniszewska | C     | 25 ottobre 1978  | Calisia          |
| 4  | Izabela Bełcik        | P     | 29 novembre 1980 | Muszynianka      |
| 6  | Anna Podolec          | O     | 30 ottobre 1985  | BKS              |
| 8  | Dorota Świeniewicz    | S     | 27 luglio 1972   | BKS              |
| 9  | Agnieszka Bednarek    | C     | 20 febbraio 1986 | PTPS             |
| 10 | Agnieszka Orłowska    | O     | 17 agosto 1978   | PTPS             |
| 12 | Milena Sadurek        | P     | 18 ottobre 1984  | BKS              |
| 13 | Milena Rosner         | S     | 4 gennaio 1980   | Tenerife         |
| 14 | Maria Liktoras        | C     | 20 febbraio 1975 | Dinamo Mosca     |
| 19 | Klaudia Kaczorowska   | S     | 20 dicembre 1988 | PTPS             |

## Rep. Dominicana
| N° | Nome                | Ruolo | Data di nascita  | Squadra             |
| -- | ------------------- | ----- | ---------------- | ------------------- |
| -  | Beato Miguel Cruz   | All   | -                | -                   |
| 1  | Annerys Vargas      | C     | 7 agosto 1981    | CAV Murcia 2005     |
| 2  | Rosalín Ángeles     | P     | 23 luglio 1985   | Deportivo Nacional  |
| 4  | Sidarka Núñez       | S     | 25 giugno 1984   | Liga Juan Guzman    |
| 5  | Brenda Castillo     | L     | 5 giugno 1992    | San Cristóbal       |
| 6  | Carmen Casó         | L     | 29 novembre 1981 | Distrito Nacional   |
| 7  | Sofía Mercedes      | S     | 25 maggio 1976   | Ribeira Sacra       |
| 8  | Gina Del Rosario    | P     | 12 marzo 1986    | Deportivo Nacional  |
| 9  | Nuris Arias         | S     | 20 maggio 1973   | Spes Conegliano     |
| 10 | Milagros Cabral     | S     | 17 ottobre 1978  | Icaro Palma         |
| 13 | Cindy Rondón        | C     | 12 novembre 1988 | Vaqueras Bayamón    |
| 15 | Cosiri Rodríguez    | O     | 30 agosto 1977   | Club Voleibol Sanse |
| 18 | Bethania de la Cruz | S     | 13 maggio 1989   | Vaqueras Bayamón    |

## Russia
| N° | Nome               | Ruolo | Data di nascita   | Squadra          |
| -- | ------------------ | ----- | ----------------- | ---------------- |
| -  | Giovanni Caprara   | All   | 7 novembre 1962   | -                |
| 1  | Julija Sedova      | C     | 8 gennaio 1985    | -                |
| 3  | Natal'ja Alimova   | C     | 9 dicembre 1978   | -                |
| 4  | Ol'ga Fateeva      | O     | 4 maggio 1984     | Zareč'e Odincovo |
| 5  | Ljubov' Sokolova   | S     | 4 dicembre 1977   | CAV Murcia 2005  |
| 6  | Elena Godina       | S     | 17 settembre 1977 | Dinamo Mosca     |
| 7  | Natal'ja Safronova | S     | 6 febbraio 1979   | Zareč'e Odincovo |
| 9  | Svetlana Krjučkova | L     | 21 febbraio 1985  | Indezit Lipeck   |
| 11 | Ekaterina Gamova   | O     | 17 ottobre 1980   | Dinamo Mosca     |
| 13 | Svetlana Akulova   | P     | 10 aprile 1984    | -                |
| 15 | Tat'jana Košeleva  | S     | 23 dicembre 1988  | Dinamo Mosca     |
| 16 | Julija Merkulova   | C     | 17 febbraio 1984  | Zareč'e Odincovo |
| 18 | Marina Akulova     | P     | 13 dicembre 1985  | VK Samorodok     |

## Stati Uniti
| N° | Nome              | Ruolo | Data di nascita   | Squadra           |
| -- | ----------------- | ----- | ----------------- | ----------------- |
| -  | Lang Ping         | All   | 10 dicembre 1960  | -                 |
| 1  | Ogonna Nnamani    | S/O   | 29 luglio 1983    | Voléro Zurigo     |
| 2  | Danielle Scott    | C     | 1º ottobre 1972   | CD Macaè          |
| 3  | Tayyiba Haneef    | S/O   | 23 marzo 1979     | Kazanočka         |
| 7  | Heather Bown      | C     | 29 novembre 1978  | Pieralisi Jesi    |
| 8  | Katherine Wilkins | S     | 10 maggio 1982    | -                 |
| 9  | Jennifer Joines   | C     | 23 novembre 1982  | Toyota Queenseis  |
| 10 | Kimberly Glass    | S     | 18 agosto 1984    | Pinkin de Corozal |
| 11 | Robyn Ah Mow      | C     | 15 settembre 1975 | Voléro Zurigo     |
| 14 | Candace Lee       | L     | 12 luglio 1984    | -                 |
| 15 | Nicole Davis      | L     | 24 aprile 1982    | Fenerbahçe        |
| 17 | Courtney Thompson | P     | 4 novembre 1984   | Stati Uniti       |
| 18 | Cassandra Busse   | S/O   | 15 gennaio 1982   | -                 |

## Taipei cinese
| N° | Nome           | Ruolo | Data di nascita   | Squadra |
| -- | -------------- | ----- | ----------------- | ------- |
| -  | Jeng Fang-fann | All   | -                 | -       |
| 2  | Lin Chun-yi    | C     | 26 settembre 1983 | -       |
| 3  | Chen Hui-chen  | P     | 23 aprile 1988    | -       |
| 4  | Lin Wen-yu     | L     | 21 novembre 1982  | -       |
| 5  | Wu Ya-chieh    | -     | 3 ottobre 1982    | -       |
| 7  | Kou Nai-han    | S     | 21 marzo 1982     | -       |
| 8  | Chang Yi-chieh | C     | 11 giugno 1979    | -       |
| 10 | Szu Hui-fang   | S     | 29 gennaio 1984   | -       |
| 11 | Chang Hui-min  | -     | 8 ottobre 1979    | -       |
| 12 | Tsai Yin-feng  | C     | 6 novembre 1984   | -       |
| 13 | Tseng Hua-yu   | C     | 6 ottobre 1986    | -       |
| 16 | Chen Wan-ting  | -     | 25 novembre 1990  | -       |
| 18 | Lin Ching-i    | S     | 20 novembre 1985  | -       |